# Alamo Bowl
Pour les articles homonymes, voir Alamo.
L'Alamo Bowl est un match annuel d'après saison régulière de football américain de niveau universitaire qui se déroule depuis 1993 dans l'Alamodome de San Antonio (Texas).
Il met actuellement en présence le 2e choix de la Pac-12 et le 3e choix de la Big 12 Conference
Le match se jouait traditionnellement en décembre.
Après la saison et le bowl de 2008, il fut décidé le faire jouer en janvier. Il n'y eut donc pas d'Alamo Bowl joué en 2009.
Pour la saison suivante, il fut décidé de le rejouer en décembre. Il y eut donc deux Alamo Bowl joués en 2010.

## Histoire
La match était auparavant connu sous les noms de Builders Square Alamo Bowl (1993-1998), de Sylviana Alamo Bowl (1999-2001) et de MasterCard Alamo Bowl (2002-2005).
Le logo du bowl évolua au fil des changements de sponsors. Le 24 mai 2007, l'organisation du bowl annonça avoir signé un partenariat de sponsoring avec la société de San Antonio, la  Valero Energy Corporation et le bowl fut renommé Valero Alamo Bowl.
Lors de la création de l’événement, il fut décidé qu'une équipe (de la défunte) Southwest Conférence (SWC) serait d'office désignée pour jouer le match. Cependant, en 1993, seules deux des huit équipes de cette conférence furent déclarées éligibles. Ces deux équipes étant déjà automatiquement versées dans d'autres bowl, l'équipe d'Iowa fut invitée. La SWC pu cependant honorer le contrat les deux saisons suivantes (en envoyant les Bears de Baylor en 1994 et les Aggies de Texas A&M en 1995) avant que la conférence ne soit dissoute.
Pour le match de 1996, les joueurs de l'équipe des Hawkeyes de l'Iowa portèrent des casques entièrement noirs à la mémoire de la mère du linebacker Mark Mitchell qui perdi la vie dans un accident de voiture alors qu'elle se rendait au bowl.
Le premier Alamo Bowl à se jouer en overtime fut celui de 2002 entre les équipes des Buffaloes du Colorado et des Badgers du Wisconsin. Il vit la victoire des Buffaloes (équipe non classée dans le top 25 des polls) sur les Badgers pourtant classés #14 au Poll BCS à la suite d'un field goal scellant le score à 31-28.
Le bowl 2008 entre les Tigers du Missouri et les Wildcats de Northwestern se joua également en overtime (victoire des Tigers 30 à 23).
Le bowl 2005 se termina sur une des victoires la plus controversée de l'histoire des bowl universitaires. Alors qu'il reste 2 secondes au chrono, le score est de 32-28 pour Nebraska Cornhuskers. La balle est en possession des Wolverines du Michigan sur leurs 36 yards  (2nd and 10). Michigan remet en jeu et se passe et se repasse la balle tentant de remonter le ballon (un peu comme au rugby). Ils doivent marquer un TD pour gagner... Les deux secondes sont écoulées mais l'action doit aller à son terme... Un joueur de Nebraska tente d'intercepter le ballon qui se trouve aux 30 yards de Michigan mais il ne le maîtrise pas et le laisse rouler au sol. Le football est toujours vivant et est récupéré par un joueur de Michigan qui remonte le terrain.... Malgré cela, le terrain a déjà été envahi par tout le banc et le staff de Nebraska ainsi que par une partie du banc de Michigan..... ils pensent le match terminé. Le ballon cependant est toujours vivant et porté par le joueur de Michigan qui, évitant quelques membres de son staff se trouvant sur le terrain, se fait sortir en touche aux 15 yards de Nebraska....par le dernier défenseur encore attentif et présent avant la end-zone !... La confusion la plus totale règne vu l'envahissement de terrain....La victoire est laissée à Nebraska. N'y avait-il pas flag vu l'envahissement de terrain et dès lors, replay de la dernière action ? Cette action n'était pas sans rappeler celle dénommée The Play de 1982 entre les Golden Bears de Californie et les Cardinals de Stanford ainsi que le  Music City Miracle (en)de 2000 entre les équipes de NFL, les Titans du Tennessee et les Bills de Buffalo ou encore le Bluegrass Miracle (en)entre les équipes des Tigers de LSU (#14) et les Wildcats de Kentucky.
Le bowl 2007 entre les Nittany Lions de Penn State et les Aggies de Texas A&M battis le record d'assistance à l'Alamodome (66 166 spectateurs) détenu auparavant par le bowl précédent entre les Hawkeyes de l'Iowa et les Longhorns du Texas. Les Nittany Lions gagnèrent 24 à 17.
Le bowl fut  six fois "sold out" soit en 1995, 1999, 2001, 2004, 2006, 2007, et en 2011.
Le 28 août 2009, les organisateurs annoncèrent que pour la saison 2010, la Pac-10 Conference (actuellement la Pacific-12 Conference) remplacerait la Big Ten Conference, accordant une place au bowl pour sa seconde équipe éligible. Alors qu'elle aurait dû jouer normalement l'Holiday Bowl, le second choix de la Pacific-12 Conference joua donc l'Alamo Bowl de 2010 amenant avec elle le troisième choix de la Big 12 Conference qui aurait aussi du jouer à  l'Holiday Bowl. C'est ainsi que l'Holiday Bowl depuis 2010 ne met plus en présence que le 3°m choix de la Pacific-12 Conference et le 5°m choix de la Big 12 Conference.
Le match de 2011 établit un nouveau record lors d'un bowl de football universitaire. Les équipes des Bears de Baylor et des Huskies de Washington inscrivirent au total 123 points (67-56). C'était aussi la première fois que le gagnant du Trophée Heisman Trophy (le QB de Baylor Robert Griffin III) jouait à l'Alamo Bowl.
En 2016, les Horned Frogs de TCU réalisent le plus grand retour de l'histoire des bowls et remportent le match. Menés 0-31 à la mi-temps face aux Ducks de l'Oregon, les Horned Frogs remontent leur retard en seconde mi-temps pour égaliser à quelques secondes de la fin. Après 3 prolongations successives, ils remportent ce match historique 46-41.

## Anciens Logos

1993 - 1997
1998 - 2001
2002 - 2005
2006

## Palmarès
| Dates            | Vainqueurs                             | Scores    | Perdants                           | Spectateurs | Notes         |
| ---------------- | -------------------------------------- | --------- | ---------------------------------- | ----------- | ------------- |
| 31 décembre 1993 | Golden Bears de Californie             | 37 - 03   | Hawkeyes de l'Iowa                 | 45 716      | Statistiques  |
| 31 décembre 1994 | #24 Cougars de Washington State        | 10 - 03   | Bears de Baylor                    | 44 106      | Statistiques  |
| 28 décembre 1995 | #19 Aggies de Texas A&M                | 22 - 20   | #14 Wolverines du Michigan         | 64 597      | Sta tistiques |
| 29 décembre 1996 | #21 Hawkeyes de l'Iowa                 | 27 - 0    | Red Raiders de Texas Tech          | 55 677      | Statistiques  |
| 30 décembre 1997 | #16 Boilermakers de Purdue             | 33 - 20   | #24 Cowboys d'Oklahoma State       | 55 552      | Statistiques  |
| 29 décembre 1998 | Boilermakers de Purdue                 | 37 - 34   | #4 Kansas State Wildcats           | 60 780      | Statistiques  |
| 28 décembre 1999 | #13 Nittany Lions de Penn State        | 24 - 0    | #18 Aggies de Texas A&M            | 65 280      | Statistiques  |
| 30 décembre 2000 | #8 Cornhuskers du Nebraska             | 66 - 17   | #19 Wildcats de Northwestern       | 60 028      | Statistiques  |
| 29 décembre 2001 | Hawkeyes de l'Iowa                     | 19 - 16   | Red Raiders de Texas Tech          | 65 232      | Statistiques  |
| 28 décembre 2002 | Badgers du Wisconsin                   | 31(OT)28  | #14 Buffaloes du Colorado          | 50 690      | Statistiques  |
| 29 décembre 2003 | #22 Cornhuskers du Nebraska            | 17 - 03   | Spartans de Michigan State         | 53 229      | Statistiques  |
| 29 décembre 2004 | #24 Buckeyes d'Ohio State              | 33 - 07   | Cowboys d'Oklahoma State           | 65 265      | Statistiques  |
| 28 décembre 2005 | Cornhuskers du Nebraska                | 32 - 28   | #20 Wolverines du Michigan         | 62 016      | Statistiques  |
| 30 décembre 2006 | #18 Longhorns du Texas                 | 26 - 24   | Hawkeyes de l'Iowa                 | 65 875      | Statistiques  |
| 29 décembre 2007 | Nittany Lions de Penn State            | 24 - 17   | Aggies de Texas A&M                | 66 166      | Statistiques  |
| 29 décembre 2008 | #25 Tigers du Missouri                 | 30(OT)23  | #22 Wildcats de Northwestern       | 55 986      | Statistiques  |
| 2 janvier 2010   | Red Raiders de Texas Tech              | 41 - 31   | Spartans de Michigan State         | 64 757      | Statistiques  |
| 29 décembre 2010 | #16 Cowboys d'Oklahoma State           | 36 - 10   | Wildcats de l'Arizona              | 57 593      | Statistiques  |
| 29 décembre 2011 | #15 Bears de Baylor                    | 67 - 56   | Huskies de Washington              | 65 256      | Statistiques  |
| 29 décembre 2012 | #23 Longhorns du Texas                 | 31 - 27   | #13 Beavers d'Oregon State         | 65 277      | Statistiques  |
| 30 décembre 2013 | #10 Ducks de l'Oregon (11-2)           | 30 - 07   | Longhorns du Texas (8-5)           | 65 918      | Statistiques  |
| 2 janvier 2015   | #14 Bruins de l'UCLA (10-3)            | 40 - 35   | #11 Wildcats de Kansas State (9-4) | 60 517      | Note          |
| 2 janvier 2016   | #11 Horned Frogs de TCU (11-2)         | 47(3OT)41 | #15 Ducks de l'Oregon (9-4)        | 64 569      | Note          |
| 29 décembre 2016 | #12 Cowboys d'Oklahoma State (9–3)     | 38 - 8    | #10 Buffaloes du Colorado (10–3)   | 59 815      | Note          |
| 28 décembre 2017 | #15 Horned Frogs de TCU (10-3)         | 39 - 37   | #13 Cardinal de Stanford (9-3)     | 64 569      | Note          |
| 28 décembre 2018 | #13 Cougars de Washington State (10-2) | 28 - 26   | #24 Cyclones d'Iowa State (8-4)    | 60 675      | Note          |
| 31 décembre 2019 | Longhorns du Texas (7-5)               | 38 - 10   | #11 Utes de l'Utah (11-2)          | 60 147      | Note          |
| 29 décembre 2020 | #20 Longhorns du Texas (6-3)           | 55 - 23   | Buffaloes du Colorado (4-1)        | 10 822      | Note          |
| 29 décembre 2021 | #16 Sooners de l'Oklahoma (10-2)       | 47 - 32   | #14 Ducks de l'Oregon (10-3)       | 59 121      | Note          |
| 29 décembre 2022 | #12 Huskies de Washington (10-2)       | 27 - 20   | #20 Longhorns du Texas (8-4)       | 62 730      | Note          |
| 28 décembre 2023 | #14 Wildcats de l'Arizona (9-3)        | 38 - 24   | #12 Sooners de l'Oklahoma (10-2)   | 55 853      | Note (en)     |
| 28 décembre 2024 | #17 Cougars de BYU (10-2)              | 36 - 14   | #20 Buffaloes du Colorado (9-3)    | 64 261      | Note          |

## Meilleurs joueurs du Bowl
| Dates            | Joueurs             | Équipes          | Postes   |
| ---------------- | ------------------- | ---------------- | -------- |
| 31 décembre 1993 | Dave Barr           | California       | QB       |
| 31 décembre 1993 | Jerrott Willard     | California       | LB       |
| 31 décembre 1994 | Chad Davis          | Washington State | QB       |
| 31 décembre 1994 | Ron Childs          | Washington State | LB       |
| 28 décembre 1995 | Kyle Bryant         | Texas A&M        | K        |
| 28 décembre 1995 | Keith Mitchell      | Texas A&M        | LB       |
| 29 décembre 1996 | Sedrick Shaw        | Iowa             | RB       |
| 29 décembre 1996 | Jared DeVries       | Iowa             | DL       |
| 30 décembre 1997 | Billy Dicken        | Purdue           | QB       |
| 30 décembre 1997 | Adrian Beasley      | Purdue           | S        |
| 29 décembre 1998 | Drew Brees          | Purdue           | QB       |
| 29 décembre 1998 | Rosevelt Colvin     | Purdue           | DE       |
| 28 décembre 1999 | Rashard Casey       | Penn State       | QB       |
| 28 décembre 1999 | LaVar Arrington     | Penn State       | LB       |
| 30 décembre 2000 | Dan Alexander       | Nebraska         | RB       |
| 30 décembre 2000 | Kyle Vanden Bosch   | Nebraska         | DL       |
| 29 décembre 2001 | Aaron Greving       | Iowa             | RB       |
| 29 décembre 2001 | Derrick Pickens     | Iowa             | DL       |
| 29 décembre 2002 | Brooks Bollinger    | Wisconsin        | QB       |
| 29 décembre 2002 | Jeff Mack           | Wisconsin        | LB       |
| 29 décembre 2003 | Jammal Lord         | Nebraska         | QB       |
| 29 décembre 2003 | Trevor Johnson      | Nebraska         | DL       |
| 29 décembre 2004 | Ted Ginn Jr.        | Ohio State       | WR/PR/KR |
| 29 décembre 2004 | Simon Fraser        | Ohio State       | DE       |
| 28 décembre 2005 | Cory Ross           | Nebraska         | RB       |
| 28 décembre 2005 | Leon Hall           | Michigan         | CB       |
| 30 décembre 2006 | Colt McCoy          | Texas            | QB       |
| 30 décembre 2006 | Aaron Ross          | Texas            | CB       |
| 29 décembre 2007 | Rodney Kinlaw       | Penn State       | RB       |
| 29 décembre 2007 | Sean Lee            | Penn State       | LB       |
| 29 décembre 2008 | Jeremy Maclin       | Missouri         | WR/PR/KR |
| 29 décembre 2008 | Sean Weatherspoon   | Missouri         | LB       |
| 2 janvier 2010   | Taylor Potts        | Texas Tech       | QB       |
| 2 janvier 2010   | Jamar Wall          | Texas Tech       | CB       |
| 29 décembre 2010 | Justin Blackmon     | Oklahoma State   | WR       |
| 29 décembre 2010 | Markelle Martin     | Oklahoma State   | S        |
| 29 décembre 2011 | Terrance Ganaway    | Baylor           | RB       |
| 29 décembre 2011 | Elliot Coffey       | Baylor           | LB       |
| 29 décembre 2012 | Marquise Goodwin    | Texas            | WR       |
| 29 décembre 2012 | Alex Okafor         | Texas            | DE       |
| 30 décembre 2013 | Marcus Mariota      | Oregon           | QB       |
| 30 décembre 2013 | Avery Patterson     | Oregon           | SS       |
| 2 janvier 2015   | Paul Perkins        | UCLA             | RB       |
| 2 janvier 2015   | Eric Kendricks      | UCLA             | LB       |
| 2 janvier 2016   | Bram Kolhausen      | TCU              | QB       |
| 2 janvier 2016   | Travin Howard       | TCU              | LB       |
| 29 décembre 2016 | James Washington    | Oklahoma State   | WR       |
| 29 décembre 2016 | Vincent Taylor      | Oklahoma State   | DE       |
| 28 décembre 2017 | Kenny Hill          | TCU              | QB       |
| 28 décembre 2017 | Travin Howard       | TCU              | LB       |
| 28 décembre 2018 | Gardner Minshew     | Washington State | QB       |
| 28 décembre 2018 | Peyton Pelluer      | Washington State | LB       |
| 31 décembre 2019 | Sam Ehlinger        | Texas            | QB       |
| 31 décembre 2019 | Joseph Ossai        | Texas            | LB       |
| 29 décembre 2020 | Bijan Robinson      | Texas            | RB       |
| 29 décembre 2020 | DeMarvion Overshown | Texas            | LB       |
| 29 décembre 2021 | Kennedy Brooks      | Oklahoma         | RB       |
| 29 décembre 2021 | Pat Fields          | Oklahoma         | S        |
| 29 décembre 2022 | Michael Penix Jr.   | Washington       | QB       |
| 29 décembre 2022 | Bralen Trice        | Washington       | DE       |
| 28 décembre 2023 | Jacob Cowing        | Arizona          | WR       |
| 28 décembre 2023 | Gunner Maldonado    | Arizona          | S        |
| 28 décembre 2024 | LJ Martin           | BYU              | RB       |
| 28 décembre 2024 | Isaiah Glasker      | BY               | LB       |

## Statistiques par équipes
M.à.j. le 29 décembre 2024
| Rang | Équipes          | Apparitions | G-P |
| ---- | ---------------- | ----------- | --- |
| 1    | Texas            | 5           | 4–1 |
| 2    | Iowa             | 4           | 2–2 |
| 2    | Oklahoma State   | 4           | 2–2 |
| 4    | Texas            | 4           | 1–3 |
| 5    | Nebraska         | 3           | 3–0 |
| 6    | Oregon           | 3           | 1–2 |
| 6    | Texas Tech       | 3           | 1–2 |
| 8    | Penn State       | 2           | 2–0 |
| 8    | Purdue           | 2           | 2–0 |
| 8    | TCU              | 2           | 2–0 |
| 8    | Washington State | 2           | 2–0 |
| 12   | Baylor           | 2           | 1–1 |
| 13   | Colorado         | 4           | 0–4 |
| 14   | Kansas State     | 2           | 0–2 |
| 14   | Michigan State   | 2           | 0–2 |
| 14   | Michigan         | 2           | 0–2 |
| 14   | Northwestern     | 2           | 0–2 |
| 15   | Washington       | 2           | 1–1 |
| 19   | California       | 1           | 1–0 |
| 19   | BYU              | 1           | 1–0 |
| 19   | Missouri         | 1           | 1–0 |
| 19   | Ohio State       | 1           | 1–0 |
| 19   | Oklahoma         | 2           | 1–1 |
| 19   | UCLA             | 1           | 1–0 |
| 19   | Wisconsin        | 1           | 1–0 |
| 25   | Arizona          | 2           | 1–1 |
| 25   | Iowa State       | 1           | 0–1 |
| 25   | Oregon State     | 1           | 0–1 |
| 25   | Stanford         | 1           | 0–1 |
| 25   | Utah             | 1           | 0–1 |

## Statistiques par Conférences
M.à.j. le 29 décembre 2024
| Conférences | Participations | Gagnés | Perdus | %    |
| ----------- | -------------- | ------ | ------ | ---- |
| Big 12      | 30             | 16     | 14     | 53,3 |
| Big Ten     | 16             | 08     | 08     | 50,0 |
| Pac 12      | 16             | 07     | 09     | 43,7 |
| SWC         | 02             | 01     | 01     | 50,0 |